# Cape Kidnappers
Cape Kidnappers (in inglese, ovvero Capo dei rapitori), in māori Te Kauwae-a-Māui (ovvero Il Mento-di-Maui) è un promontorio all'estremità sud-orientale della baia di Hawke, sulla costa orientale dell'Isola del Nord della Nuova Zelanda, ed è la parte terminale di una penisola che si estende nell'Oceano Pacifico.
Il promontorio si trova circa 20 chilometri a sud-est della città di Napier. L'accesso al capo si trova lungo la strada per Clifton. Tra il promontorio e la vicina comunità costiera di Te Awanga si trova il campo da golf di Cape Kidnappers.

## Important Bird Area
Il promontorio è stato identificato come un Important Bird Area (lett. "area importante per uccelli") dalla BirdLife International poiché esso viene utilizzato come sito d'accoppiamento da più di 3000 coppie di sula australiana.

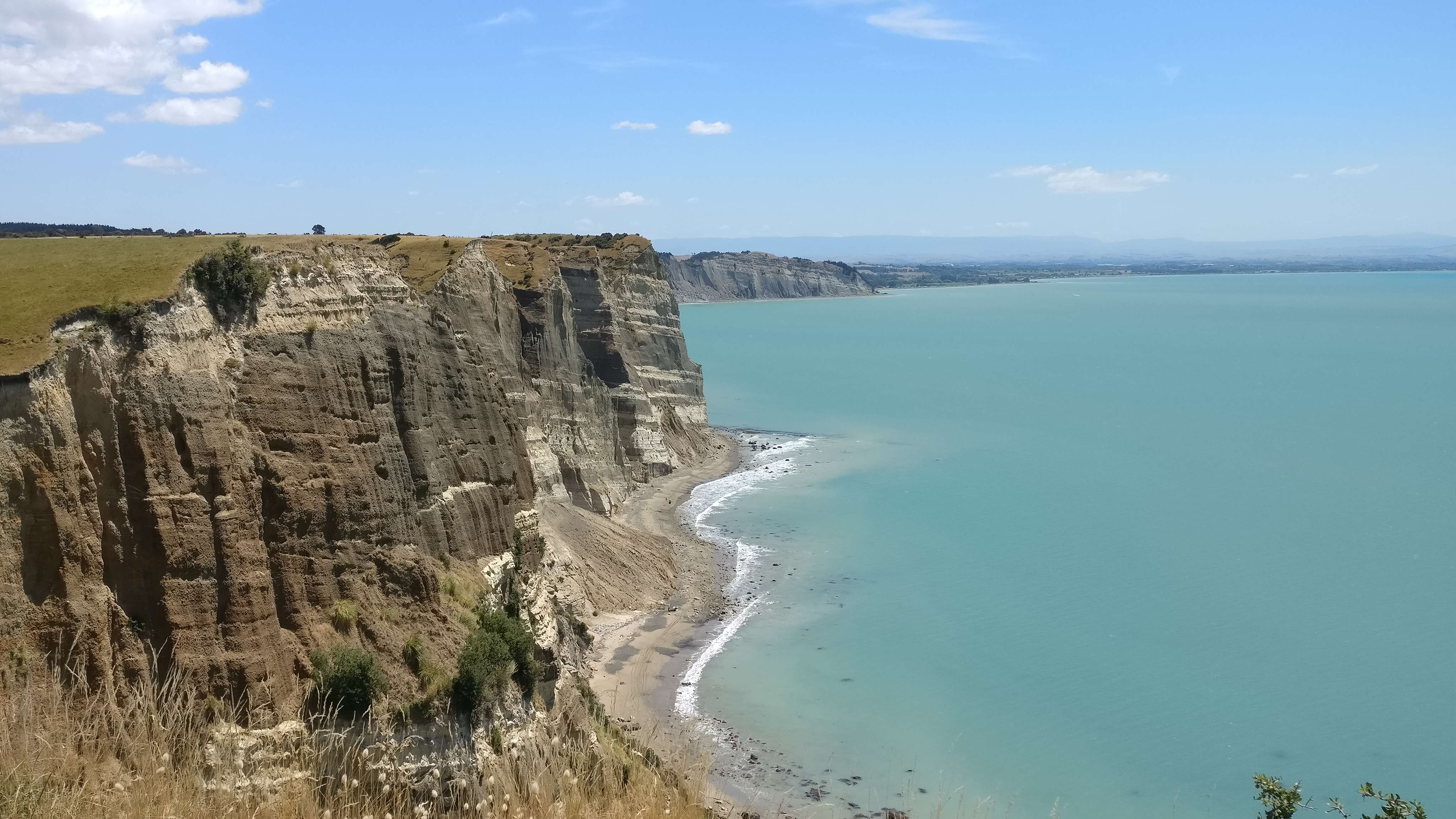
Le scogliere di Cape Kidnappers
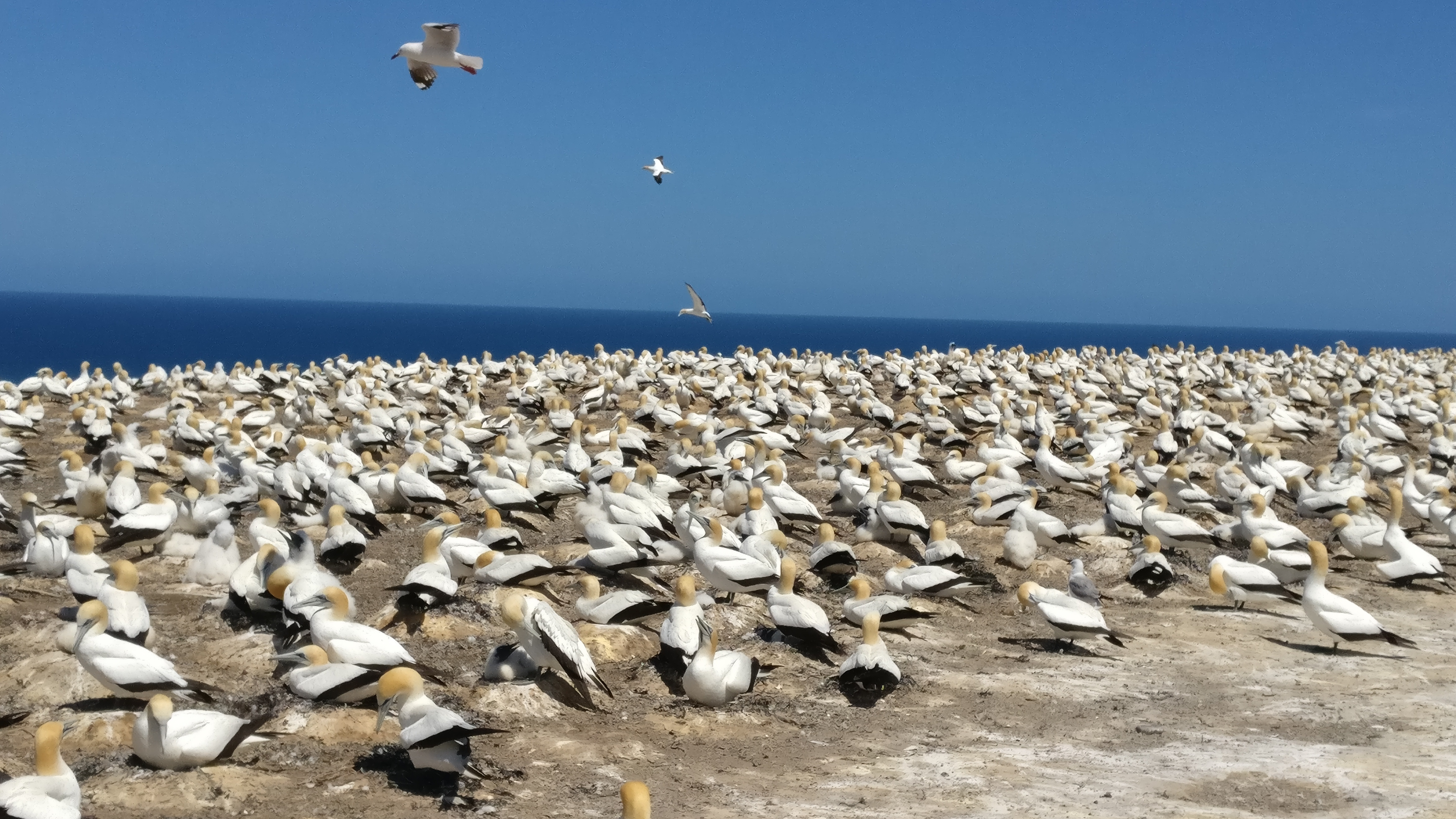
Più di 5000 sule nidificano in quest'area
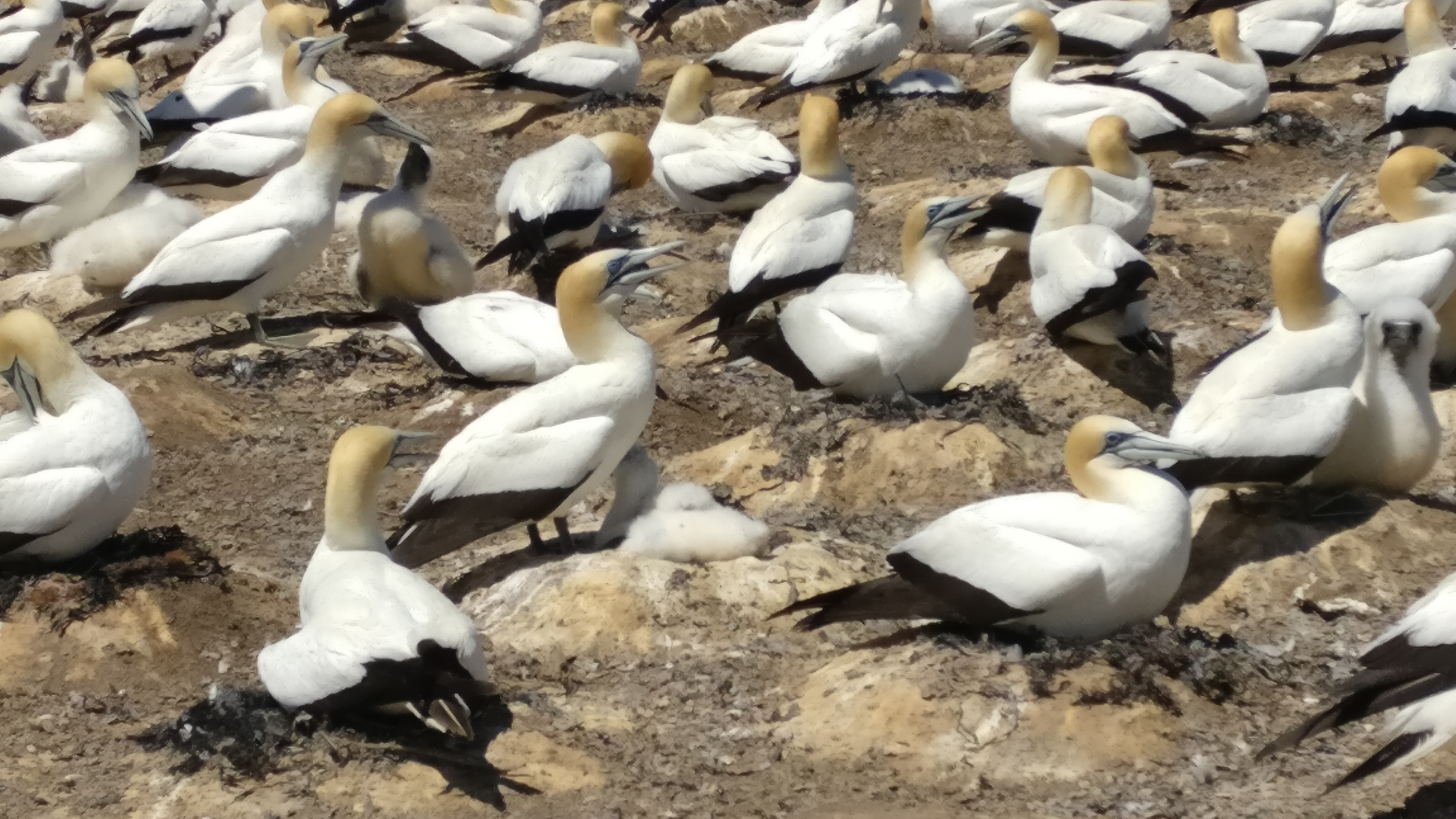
Sule con pulcini
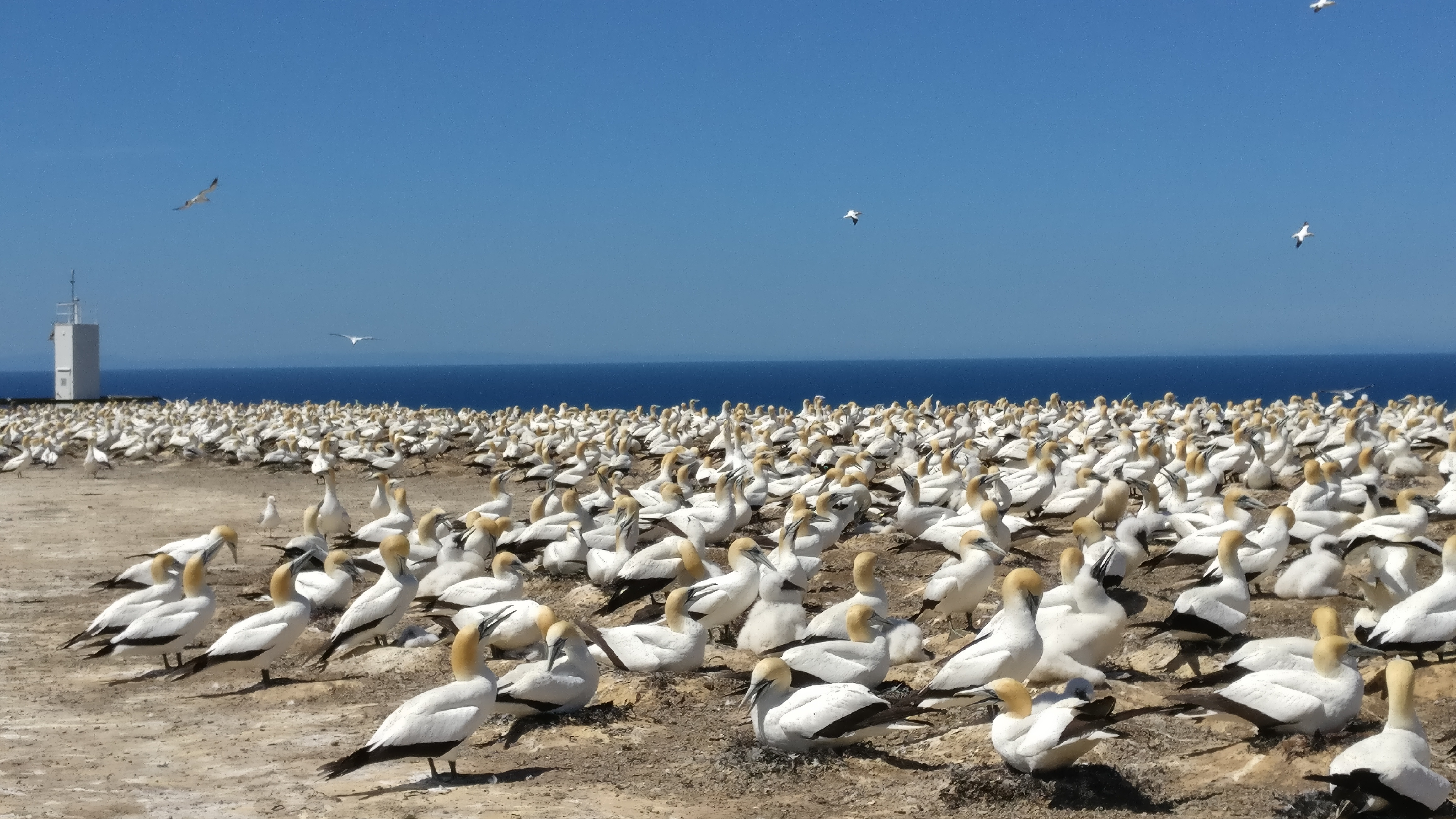
Il santuario di sule di Cape Kidnappers